# Причуды одной блондинки
«Причуды одной блондинки» (порт. «Singularidades de uma Rapariga Loura») — художественный фильм старейшего португальского режиссёра Мануэля де Оливейра, снятый им в 2009 году в возрасте ста лет по одноимённой новелле Жозе Марии Эса ди Кейроша.

## Сюжет
Неспешно развивающийся сюжет начинается в вагоне поезда, в котором главный герой — молодой счетовод Макариу в компании своего дяди — рассказывает случайной попутчице историю своей влюбленности в молодую девушку с веером, увиденную им в окне дома напротив.
Макариу влюбляется в девушку и ищет с ней встречи. Однажды он встречает девушку с матерью в магазине своего дяди, где они выбирают кашемир. Вскоре после этого дядя упоминает, что кто-то украл в магазине носовые платки на 150 евро. Через некоторое время Макариу удаётся попасть в гости в дом, где бывает девушка с матерью. Там он знакомится с ней и признаётся в своей симпатии. В гостях происходит ещё один примечательный случай: во время игры в карты одна из фишек, брошенная крупье в сторону Луизы, как будто падает, однако на полу её найти не могут.
Макариу решает сделать предложение Луизе, но его дядя и слышать не хочет о женитьбе. Уволившись из магазина дяди, Макариу остаётся почти без средств к существованию и не может сделать предложение. Случайно встретив знакомого в соломенной шляпе, он узнаёт, что можно заработать, поехав на некоторое время в Кабо-Верде. Согласившись на поездку, Макариу действительно зарабатывает небольшой капитал, и после возвращения сватается к Луизе. И хотя мать девушки даёт согласие, происходит неожиданный крах надежд Макариу. Знакомый в соломенной шляпе просит Макариу стать его поручителем, потому что он хочет открыть магазин; однако внезапно знакомый исчезает, а его долги вынужден оплатить Макариу, снова остающийся нищим.
Через некоторое время находящемуся в отчаянии Макариу снова предлагают поехать в Кабо-Верде заработать. Он склонен согласиться и идёт проститься с дядей. Дядя неожиданно предлагает Макариу вернуться к нему на работу и всё-таки жениться. Макариу счастлив, они с Луизой начинают готовиться к свадьбе. Во время покупки кольца продавец замечает, что Луиза незаметно взяла одно кольцо, и просит Макариу оплатить его. Макариу понимает, что Луиза хотела украсть кольцо, оплачивает покупку, однако на улице прогоняет Луизу, называя её воровкой.

## В ролях
- Рикардо Трепа — Макариу
- Катарина Валенштейн — Луиза
- Диогу Дориа — дядя Франсишку
- Жулия Буйсел — дона Виласа, мать Луизы
- Леонор Силвейра — сеньора в поезде
- Луиш Мигель Синтра — камео
- Глория ди Матуш
- Филипе Варгас
- Ружериу Самора
- Мигел Гильерми

## Съёмочная группа
- Авторы сценария: Мануэл де Оливейра по одноимённой новелле Жозе Марии Эса ди Кейроша
- Режиссёр: Мануэл де Оливейра
- Оператор: Сабина Ланселен
- Художники:
  - Кристиан Марти
  - Аделаида Мария Трепа
- Монтаж:
  - Мануэл ди Оливейра
  - Катрин Красовский
- Продюсеры:
  - Франсуа д’Артемар
  - Мария Жуан Майер
  - Луис Минарро